# The Bargain

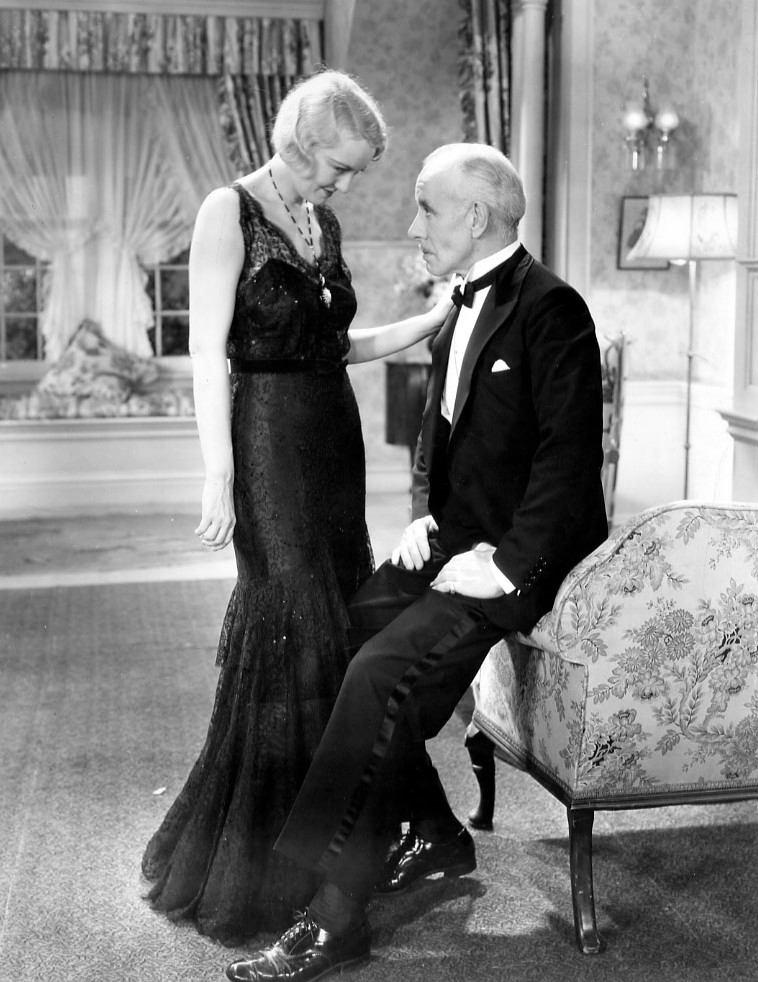
Scène de The Bargain

The Bargain est un film américain réalisé par Robert Milton, sorti en 1931.

## Fiche technique
- Réalisation : Robert Milton

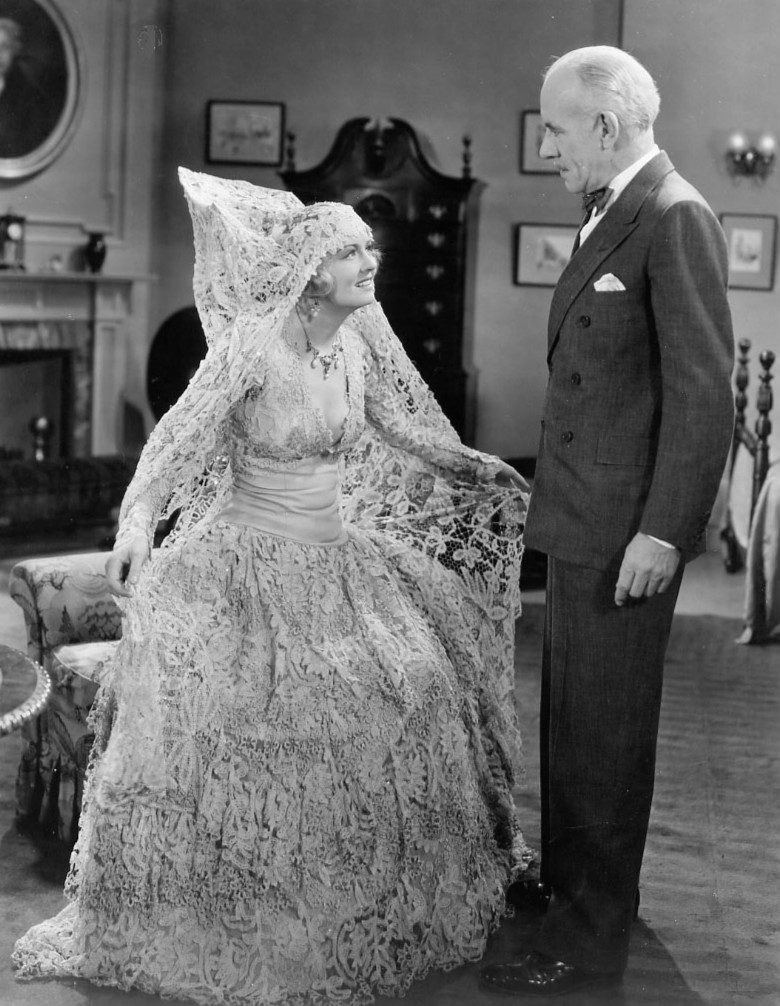
Autre scène de The Bargain

- Scénario : Robert Presnell Sr d'après la pièce You and I de Philip Barry
- Photographie : Sol Polito
- Société de distribution : First National Pictures
- Durée : 68 minutes
- Date de sortie : 5 septembre 1931

## Distribution
- Lewis Stone : Maitland White
- Evalyn Knapp : Vorencia
- Charles Butterworth : Geoffrey
- Doris Kenyon : Nancy
- John Darrow : Roderick White
- Oscar Apfel : G.T. Warren
- Una Merkel : Etta
- Nella Walker